# Нижневасильевское
Нижневасильевское — деревня в Новопетровском сельском поселении Истринского района Московской области. Население — 5 чел. (2010), зарегистрировано 2 садовых товарищества.
Находится в 20 км северо-западнее Истры, на левом берегу безымянного ручья — правого притока Болденки, высота над уровнем моря 215 м. Ближайшие населённые пункты — Бодрово на западе и Парфенки на восток.

## Население
| 2002 | 2006 | 2010 |
| ---- | ---- | ---- |
| 7    | ↗10  | ↘5   |

## Известные жители
- Стерлигов, Герман Львович — общественный деятель[источник не указан 4204 дня]